# Castello Malaspina di Varzi
Il castello Malaspina Varzi (Palazzo Odetti) sorge nel cuore del borgo medievale di Varzi, circondato dalle verdi colline dell’Alta Valle Staffora, in Oltrepò Pavese.

## Storia
La sua storia è legata a filo doppio a quella della famiglia Malaspina che, nel 1164, ottenne il feudo dei territori che vanno dalle colline di Rivanazzano fino a Oramala, direttamente dall’imperatore Federico Barbarossa.
Il nucleo più antico del castello risale probabilmente alla seconda metà del XIII secolo. Dopo la divisione fra i Malaspina avvenuta nel 1275 - che sancì l’inizio del Marchesato di Varzi -, i marchesi del ramo dello Spino Secco decisero di costruire un nuovo borgo in posizione più elevata, di fianco alle abitazioni già esistenti.
Vi sono indizi che fanno pensare che le nuove costruzioni vennero edificate sul primo dei due ordini di mura, quello con camminamento di ronda, sopra al fossato, la cui realizzazione era stata messa per iscritto nel documento di divisione della famiglia.
Fu poi nel 1838, che la vita della famiglia Malaspina s’intrecciò a quella della famiglia Odetti, quando Marietta, l’ultima superstite dell’antico casato, sposò il conte Carlo Odetti di Marcorengo. I suoi discendenti sono ancora i proprietari del castello e dal 1983 hanno dato avvio a un coraggioso restauro conservativo che, trent’anni dopo, ha portato all’apertura al pubblico dei suoi spazi e all’organizzazione di eventi pubblici e privati.

## Struttura

### Nucleo del 1200
Grazie alla ristrutturazione, sono stati ripristinati vari spazi. Le cantine, mantenendone l’aspetto originario, sono divenute Galleria dei Sassi Medievali, e l’adiacente locale circolare, a ricordarne la funzione, è stato battezzato Antica Ghiaccia.
Le vecchie stalle, dove è ancora possibile riconoscere le mangiatoie di un tempo, sono state convertite in sala delle Antiche Mangiatoie, usata per mostre e conferenze, mentre quello che era il sovrastane fienile, è ora il Salone Faustino Odetti (dal proprietario che ha avviato il restauro), deputato a ospitare ricevimenti. Con l’adiacente Sala Donna Caterina (moglie di Faustino) e la sovrastante Sala della Voliera, questa porzione dell’edificio è ancora oggi identificata come “Casa del Fattore”.
Pur essendo questa l’ultima porzione ricostruita, è la parte corrispondente al nucleo più antico: conserva, infatti, quel muro del 1200, profondo oltre 1 metro e mezzo, visibile accedendo dalla piazza del Municipio (piazza Umberto I).

### Nucleo del 1500 e del 1700
L’ala privata risale, invece, in parte al 1500 e in parte al 1700 (edificio affacciato sulla piazza del Municipio). Non essendo mai passata in mani esterne alla famiglia Malaspina-Odetti, conserva al suo interno pezzi d’epoca tramandati di generazione in generazione. In particolare, nello studio al piano superiore, sono custoditi documenti del 1800 redatti dall'Abate Fabrizio Malaspina, che ha trascritto la storia della famiglia Malaspina lasciando un patrimonio studiato e riconosciuto dall'Archivio di Stato di Pavia (altri suoi documenti, che narrano vicende della Famiglia nel territorio che dall'Oltrepò arrivava fino in Lunigiana, sono conservati nella Biblioteca Civica di Varzi). L’ala privata è accessibile per visite guidate.

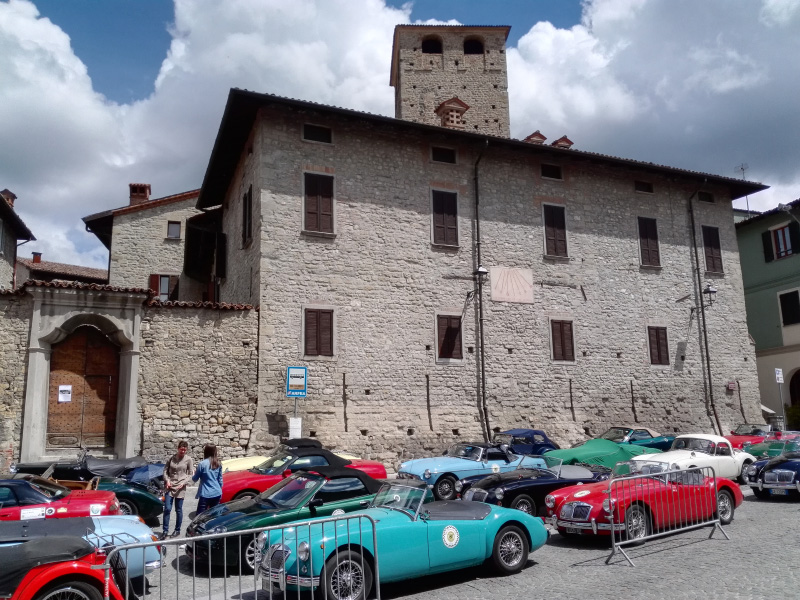
Facciata del Castello Malaspina di Varzi. Foto scattata dalla Piazza del Municipio in occasione di un raduno d'auto d'epoca MG

### Torre delle Streghe
Fa parte del complesso architettonico anche la Torre Malaspina, anche se, passata dai Malaspina agli Sforza, e oggi di proprietà della locale amministrazione comunale. Anch'essa costruita nel XIII, ha un’altezza di 29 metri e muri profondi fino a 170 centimetri e, dominando sul Castello e sul territorio circostante, rimane a testimoniare la potenza del nobile casato.
Al suo interno, vi sono quattro stanze, collegate tra loro da stretta e ripida scala, che nei tempi passati fungevano da prigione. Si narra che nel 1460, epoca d’Inquisizione, vi furono rinchiusi venticinque donne e alcuni uomini accusati di stregoneria, che vennero poi messi al rogo nella vicina piazza. Da questo episodio, trae origine dell’appellativo che l’ha resa nota come Torre delle Streghe.
Attualmente la torre è oggetto di un progetto di restauro che la renderà nuovamente agibile.